# Michael Barrett (Fenian)
Pour les articles homonymes, voir Michael Barrett et Barrett.
Michael Barrett, né en 1841 à Drumnagreshial et mort exécuté à la prison de Newgate le 26 mai 1868, est un patriote irlandais. 

## Biographie
Membre des fenians, il prend part en novembre 1867 à l'évasion de Ricard O'Sullivan Burke et John Sarsfield Casey mais est capturé avec les frères Desmond (1868). 
Défendu par Bright, il est condamné à mort, non pour l'évasion, mais pour un attentat de décembre 1867 qui fit douze victimes et cent-vingt blessés (Clerkenwell explosion (en)). 
Il est pendu à la Prison de Newgate à Londres. Il s'agit de la dernière pendaison publique d'Angleterre. 

## Postérité
Jules Verne se fait l'écho des événements dans son roman Les Frères Kip et le mentionne (partie 2, chapitre X) sous le nom francisé de Michel Baret.